# Wings (组合)
Wings为韩国Sony Entertainment与DalNByul Music于2014年推出的女子演唱团体，由藝瑟和娜永兩名成员组成。團名「Wings」所代表的意思就是「變成翅膀、飛得更高」的意思。

## 成員
- 姜藝瑟，： Kang Ye Seul，1990年8月29日（34歲）[2]
- 陳娜永，： Jin Na Young，1992年1月21日（33歲）[3]

## 經歷
- 2014年，3月12日，发行首支单曲《Hair Short》正式出道，并于7月3日发行第二支单曲《Blossom》。[4]
- 2014年，8月1日，客串金宇宙的MV《The City of Summer Night》[5]。10月10日，客串Yang Song E的MV《Smiling Goodbye》[6]。
- 2017年，4月出演《偶像大師.KR》，7月透露已经离开Sony Entertainment，10月出演KBS偶像選秀節目《The Unit》。

## 音樂錄影帶
| 日期          | 歌曲名稱   | 導演/製作團隊 | 備註   |
| 2014年3月11日 | Hair Short | Digipedi      | [ 8 ]  |
| 2014年7月2日  | Blossom    | Park Jun-su   | [ 10 ] |

## 外部連結
- 娜永的Instagram帳戶
- 藝瑟的Instagram帳戶
- YouTube上的WINGS Official頻道
- YouTube上的WINGS Official MV頻道